# ムハンマド・ズィマーム・アッ＝サアドゥーン
ムハンマド・ズィマーム・アブドゥッラッザーク・アッ＝サアドゥーン（アラビア語: محمد زمام عبد الرزاق السعدون、Muhammad Zimam Abd al-Razzaq al-Saadun、1942年 ジーカール県スーク・アル＝シュユーフ - ）は、イラクの政治家、バアス党幹部である。シーア派が多いイラク南部に移住したスンナ派のサアドゥーン部族の出身。 
1991年に党地域指導部メンバーに選出。1995年には内務大臣に就任。2001年からはバアス党ニーナワー県党支部長、2003年よりカーイド・フセイン・アル＝アワーディー陸軍准将と交代する形でタミーム県党支部長となった。

## 逮捕
サッダーム・フセイン政権崩壊から1年後の2004年2月15日、バグダードのサイーディア地区に潜伏中のところを市民に通報され、イラク国家警察によって逮捕された。そのあと、アフマド・イブラーヒーム内務副大臣のオフィスに連行され、待ち構えていた記者団の前に連れ出された。
アフマド副大臣は『彼が恐怖を感じることを望まない。彼が悪事を働いたという事実に関わらず、彼に敬意を払わなければいけない。彼は客人だ』と述べたが、ズィマームは確信が持てなかったようで、『私は神に誓って戦争以来サッダームと会っていない、神に誓って少しの農場も所有していない』(旧政権ではバアス党幹部は特権として大土地を所有できた)と述べた。アフマド副大臣は、ムンナアル・ジャッバール警部補を指差して『あなたは彼を投獄した』と語り、ジャッバールも拷問を受けた際の手首の傷を見せた。ズィマームは覚えていないと否定したが、もう一人の警官が現れ、自費40万ディナールで故障したパトカーを修理させられたとし、金を返すようズィマームに訴えた。ズィマームはアフマド副大臣に対し『アフマド、あなたは私にこのような連中と話をさせるつもりか』と訴えたが、ジャッバールが『自分の身の覚えの無い罪で投獄され、拷問を受けた』と言うと、ズィマームは顎を突き出して、横柄な態度をとった。アラアー・ハマド警部が自分は職務中に電話をしただけでアマーラの刑務所に三ヶ月間投獄され、鞭打ちの拷問を受けたと語ると、『私が命じたという証拠があるならば、私は罰せられるだろう』と反論すると、ジャッバールは『クルド人は我々よりもあなたを知っているだろう。あなたは、同胞を虐殺していたのだから』と言った。アフマド副大臣はズィマームにお茶を勧めたが、彼は『現在、誰でも彼らのように(旧政権時の被害を)告発する』と不満を漏らした。　しばらくして、二人の米軍当局者が現れたが、彼らはズィマームが良い待遇を受けている様子に驚いた様子であった。その後ズィマームは米軍に引き渡された。
2005年には、国営テレビにて他の被告と共に、獄中での様子が公開された。また、旧政権高官の罪を裁くイラク高等法廷に弁護側証人として出廷した。

## 裁判
2008年11月28日、彼が内相当時の1999年に、著名なシーア派イスラーム法学者の暗殺を契機に起きたシーア派住民による反政府蜂起を弾圧した容疑で、イラク高等法廷に被告として出廷した。法廷でズィマームは無罪を主張、『私はこの事件とは何の関係も無い』と事件との関わりを否認したが、2009年3月2日、イラク高等法廷はズィマームに対して人道に対する罪、大量虐殺を行ったとして有罪とし、終身刑の判決を下した。
また、1980年代に起きたクルド人住民に対する強制移住に関与したとして、ズィマームは09年8月2日に禁固6年の判決を受けた。